# Psilocerea immitata
Psilocerea immitata är en fjärilsart som beskrevs av Antonius Johannes Theodorus Janse 1932. Psilocerea immitata ingår i släktet Psilocerea och familjen mätare. Inga underarter finns listade.